# 6 Korpus (austro-węgierski)

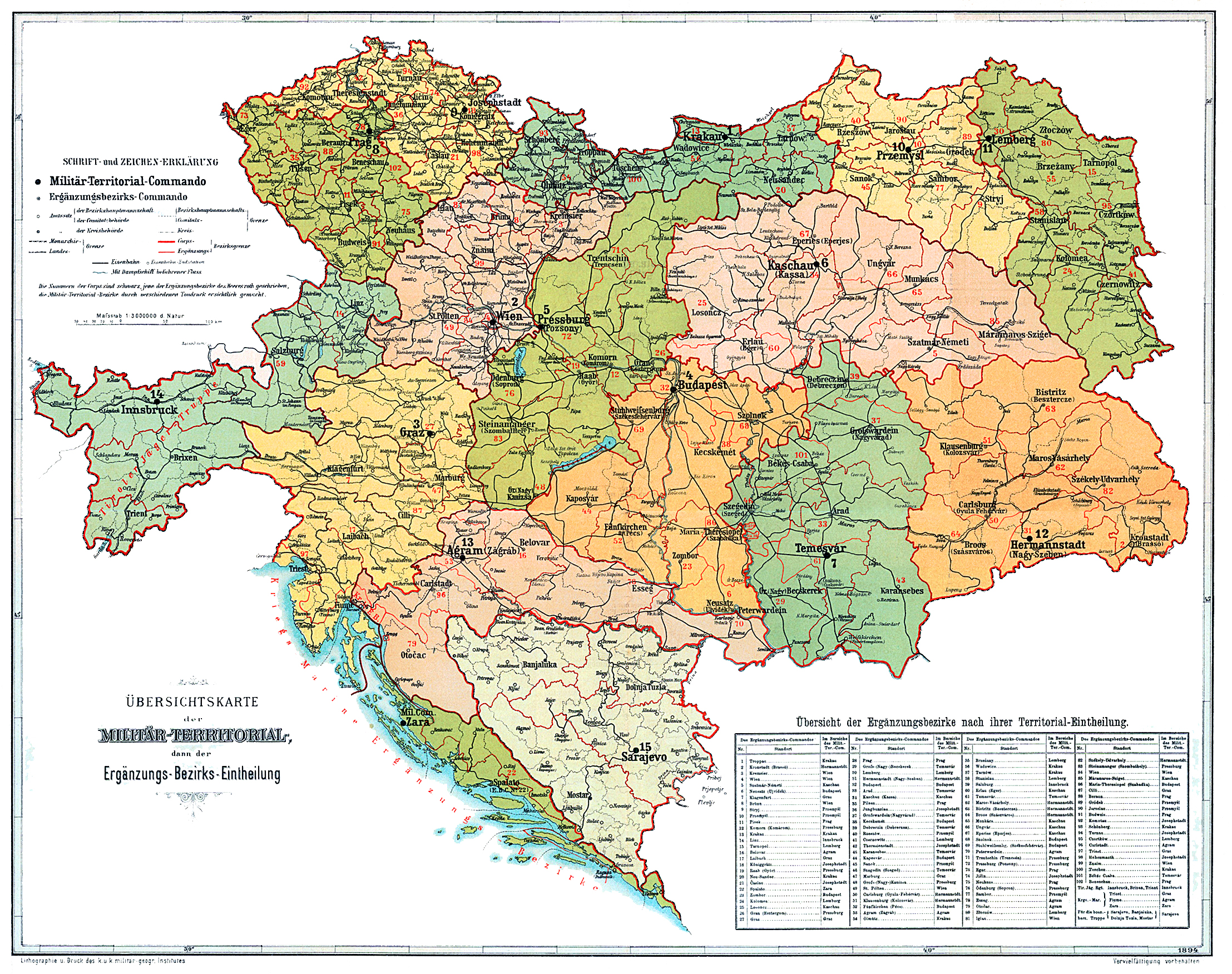
Wojskowy podział terytorialny Monarchii Austro-Węgier w 1894

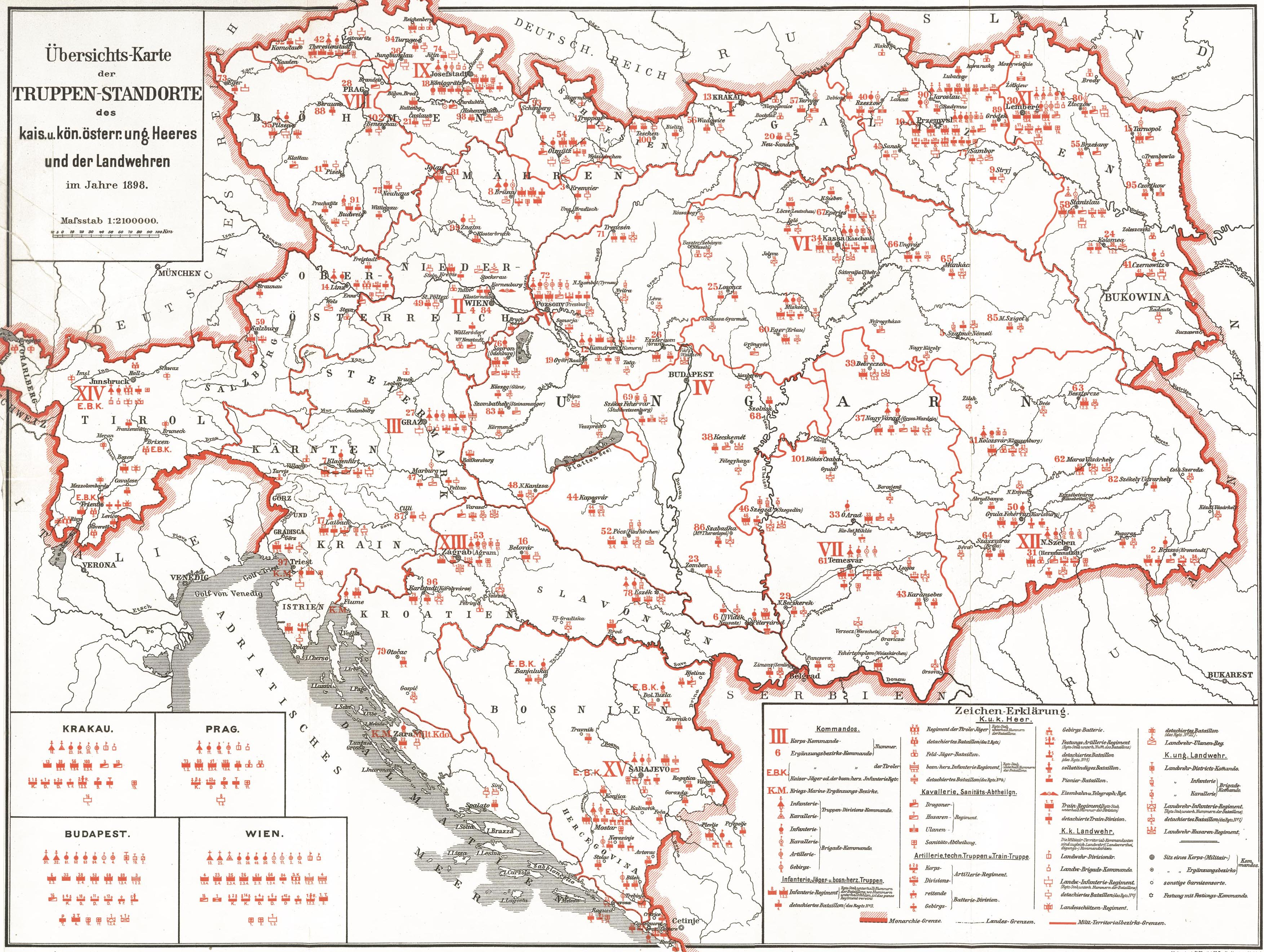
Dyslokalizacja sił zbrojnych Monarchii Austro-Węgier w styczniu 1898

6 Korpus (niem. 6. Korps) – wyższy związek taktyczny cesarskiej i królewskiej Armii z komendą w Koszycach (węg. Kassa, niem. Kaschau).
6 Korpus obejmował swoją właściwością terytorium Węgier, podzielone na osiem okręgów uzupełnień nr:
- 5 Satu Mare (węg. Szatmár-Németi) dla Węgierskiego Pułku Piechoty Nr 5,
- 25 Łuczeniec (węg. Losoncz) dla Węgierskiego Pułku Piechoty Nr 25,
- 34 Koszyce (węg. Kassa) dla Węgierskiego Pułku Piechoty Nr 34,
- 60 Eger dla Węgierskiego Pułku Piechoty Nr 60,
- 65 Mukaczewo (węg. Munkács) dla Węgierskiego Pułku Piechoty Nr 65,
- 66 Użhorod (węg. Ungvár) dla Węgierskiego Pułku Piechoty Nr 66,
- 67 Preszów (węg. Eperjes) dla Węgierskiego Pułku Piechoty Nr 67,
- 85 Syhot Marmaroski (węg. Máramarossziget) dla Węgierskiego Pułku Piechoty Nr 85[1].

## Organizacja wojenna i obsada personalna w sierpniu 1914
- 15 Dywizja Piechoty (15. ID): FML Friedrich Freiherr Wodniansky von Wildenfeld 
  - 29 Brygada Piechoty (29. IBrig.): płk. Dr. jur. Karl  Bardolff,
  - 30 Brygada Piechoty (30. IBrig.): płk. Joseph Mark,
  - 15 Brygada Artylerii Polowej (15. FABrig.): płk. Ernst Edler von Terboglaw
- 27 Dywizja Piechoty (27. ID): FML Friedrich Ritter Gerstenberger von Reichsegg und Gerstberg
  - 53 Brygada Piechoty (53. IBrig.): GM Adolf Urbarz,
  - 54 Brygada Piechoty (54. IBrig.): płk. Adolf Sterz Edler von Ponteguerra,
  - 27 Brygada Artylerii Polowej (27. FABrig.): płk. Karl Niemilowicz
- 39 Dywizja Piechoty Honwedu (39. HID): FML Emmerich Hadfy
  - 77 Brygada Piechoty Honwedu (77. HIBrig.): GM. Desiderius Molnár von Péterfalva
  - 78 Brygada Piechoty Honwedu (78. HIBrig.): GM. Joseph Foglár
  - 39 Brygada Artylerii Polowej (39. FABrig.):  płk. Joseph Reisinger

## Obsada personalna Komendy 12 Korpusu
Komendanci korpusu i generałowie dowodzący
(niem. Korpskommandant und Kommandierender General)
- gen. piech. Alfred von Ziegler (do 1912 → komendant 2 Korpusu)
- FML / gen. piech. Svetozar  Boroević von Bojna (1912–1914[2])

Generałowie przydzieleni
(niem. Zugeteilter General)
- FML Friedrich Schneller von Mohrthal (1911–1913)
- FML Alexander Kunz (1913–1914[2])

Szefowie Sztabu Generalnego
(niem. Generalstabschef)
- płk SG Karl Stracker (1911–1914 → komendant 13 Brygady Piechoty)
- ppłk SG Joseph Huber (1914[2])